# مونته سن مارتینو
مونته سن مارتینو (به ایتالیایی: Monte San Martino) یک کومونه در ایتالیا است که در استان ماچه‌راتا واقع شده‌است.

## خصوصیات
مونته سن مارتینو ۱۸٫۵ کیلومترمربع مساحت و ۸۰۸ نفر جمعیت دارد و ۶۰۳ متر بالاتر از سطح دریا واقع شده‌است.